# Henriette Steenstrup
Henriette Steenstrup-Såheim (født 29. september 1974) er en norsk skuespiller. Hendes far var lærer og moren var ansat i NRK.
Hun optrådte som barn i tv-serierne Skomakergata og Halvsju,
og fik først sit helt store gennembrud i NRKs børneprogram Kykelikokos. Steenstrup er ansat ved Nationaltheatret, hvor hun har spillet hovedrollen i Pippi Langstrømpe samt rollen som Hilde Wrangel i Byggmester Solness. Hun medvirkede i 2008 i indspilningen af TV 2-serien En god nummer to, hvor hun både havde hovedrollen og stod for manuskriptet. Det er en dramakomedie, som foregår på Nationaltheatret. Det var første gang at der blev lavet en ny tv-serie af skuespillermiljøet i Norge. I efteråret 2009 begyndte hun i TV 2-programmet Torsdag kveld fra Nydalen.
Hun er var tidligere gift med skuespilleren Fridtjov Såheim. De havde to børn sammen. I foråret 2012 medvirkede de i Nårje på TV 2.

## Udvalgt filmografi
- 2016 – Welcome to norway
- 2015 – Kvinner i for store herreskjorter
- 2014 – Jakten på Berlusconi
- 2012 – Som du ser meg
- 2011 – Få meg på, for faen!
- 2011 – Jeg reiser alene
- 2010 – Hjem til jul
- 2010 – Sammys store eventyr (stemme)[3]
- 2009 – Bolt (stemme)
- 2007 – Mars & Venus
- 2006 – Trøbbel
- 2006 – Gymnaslærer Pedersen
- 2005 – Thomas Hylland Eriksen og historien om origamijenta
- 2003 – Mors Elling
- 2000 – Fråtseri
- 1999 – Fomlesen i kattepine
- 1997 – Budbringeren

## TV
- Meglerne 2014
- Dritseint med Edel (2014, 2015)
- Lilyhammer sæson 2 (2013)[4]
- Gullruten 2013 og 2014 - programleder
- Brille (2012)[5]
- Nårje (2012)[6]
- Torsdag kveld fra Nydalen 2009-2011)[7]
- En god nummer to (2009)
- Kykelikokos